# Weed the Wild
Weed the Wild är en EP med det svenska death metal-bandet Vicious Art. Den släpptes först 2007 som egenproducerad EP. Den spelades in i Off Beat Studios i Stockholm i ren frustration efter att Vicious gick skilda vägar med deras dåvarande skivbolag, Threeman Recordings, efter att det avbrutit planerna på att finansiera ett andra fullängdsalbum med bandet. De finansierade inspelningen genom att göra några livespelningar och sälja tröjor, och tryckte upp EP:n i 1 000 exemplar. De sålde skivan via internet och på spelningar, och kom genom den i kontakt med det danska skivbolaget Mighty Music, som släppte Weed the Wild med nytt omslag som sjutums vinylsingel på sitt dotterbolag Prutten Records, med fokus på vinylutgåvor av skivor.

## Låtlista
1. Weed the Wild – 03:26
2. Tanja Joins the Beating – 04:07
3. Exit Wounds – 04:13

## Medlemmar
- Jocke Widfeldt - sång
- Jörgen Sandström - bas, sång
- Matti Mäkelä - gitarr
- Robert Lundin - trummor
- Tobbe Sillman – gitarr